# Krenkingen
Els Krenkingen foren una família senyorial alemanya del segle xii al XV, amb terres a la regió del riu Wutach. Els Krenkingen posseïen el castell de Krenkingen al Klettgau i el primer membre conegut de la nissaga fou Adilard esmentat el 1102 com a testimoni dels Zähringen, als quals apareixen vinculats durant tot el segle xii.
A partir de vers el 1200 la família va adquirir més poder quan va aconseguir el protectorat de l'abadia de Rheinau, probablement per influència de Diethelm de Krenkingen bisbe de Constança. Un temps després la nissaga es va dividir en dues branques: Alt-Krenkingen (extingida el 1418) que tenia com a seus principals els castells de Gutenburg i de Tiengen, i els Krenkingen-Weissenburg, que residien a Weissenburg (possessió del convent de Rheinau) prop de Waldshut, però vers el 1300 es van traslladar a Roggenbach a la Selva Negra sota pressió dels Habsburg; el 1482 l'hereva Elisabet, abbadessa del Fraumünster de Zurich, va vendre l'herència familiar (la senyoria de Roggenbach) als comtes de Lupfen.